# NBC유니버설 엔터테인먼트 재팬
NBC유니버설 엔터테인먼트 재팬 합동회사(NBCユニバーサル・エンターテイメントジャパン合同会社, NBCUniversal Entertainment Japan, LLC.)는 NBC유니버설 산하의 음악・영상 소프트 회사이다.

## 역사
1981년 파이오니아가 레이저디스크를 제작하기 위해 설립한 레이저디스크 주식회사(レーザーディスク株式会社)가 시초이다. 1989년 파이오니아 엘디시 주식회사(パイオニア エル・ディー・シー株式会社)로 사명을 바꾸고 음악·영화·애니메이션 등의 제작·배급을 하는 회사가 되었다.
2003년 회사의 모든 주식이 덴쓰에 양도되면서 제네온 엔터테인먼트 주식회사(ジェネオン エンタテインメント株式会社)로 이름이 바뀌었다. 상호명의 "제네온"은 "generate" (창작)과 "eon" (영원)을 합쳐 만든 단어. "유니버설"은 유니버설 픽쳐스 계열 회사인 것에서부터 온 것이다.
2009년 유니버설 픽처스 재팬 합동회사(ユニバーサル・ピクチャーズ・ジャパン合同会社)를 합병하면서 사명을 제네온 유니버설 엔터테인먼트 재팬 합동회사(ジェネオン・ユニバーサル・エンターテイメントジャパン合同会社)로 바꿨다가 2013년 NBC유니버설 엔터테인먼트 재팬 합동회사로 다시 바꿨다.